# 自由街 (第戎)
自由街（法語：Rue de la Liberté）是法国城市第戎历史中心的主要街道，连接达西广场与自由广场。这条繁忙的步行购物街道两旁建筑物大多可追溯到15世纪到18世纪，被列为历史古迹。

## 历史
自由街在法国大革命之前名为孔德街（Rue de Condé）。

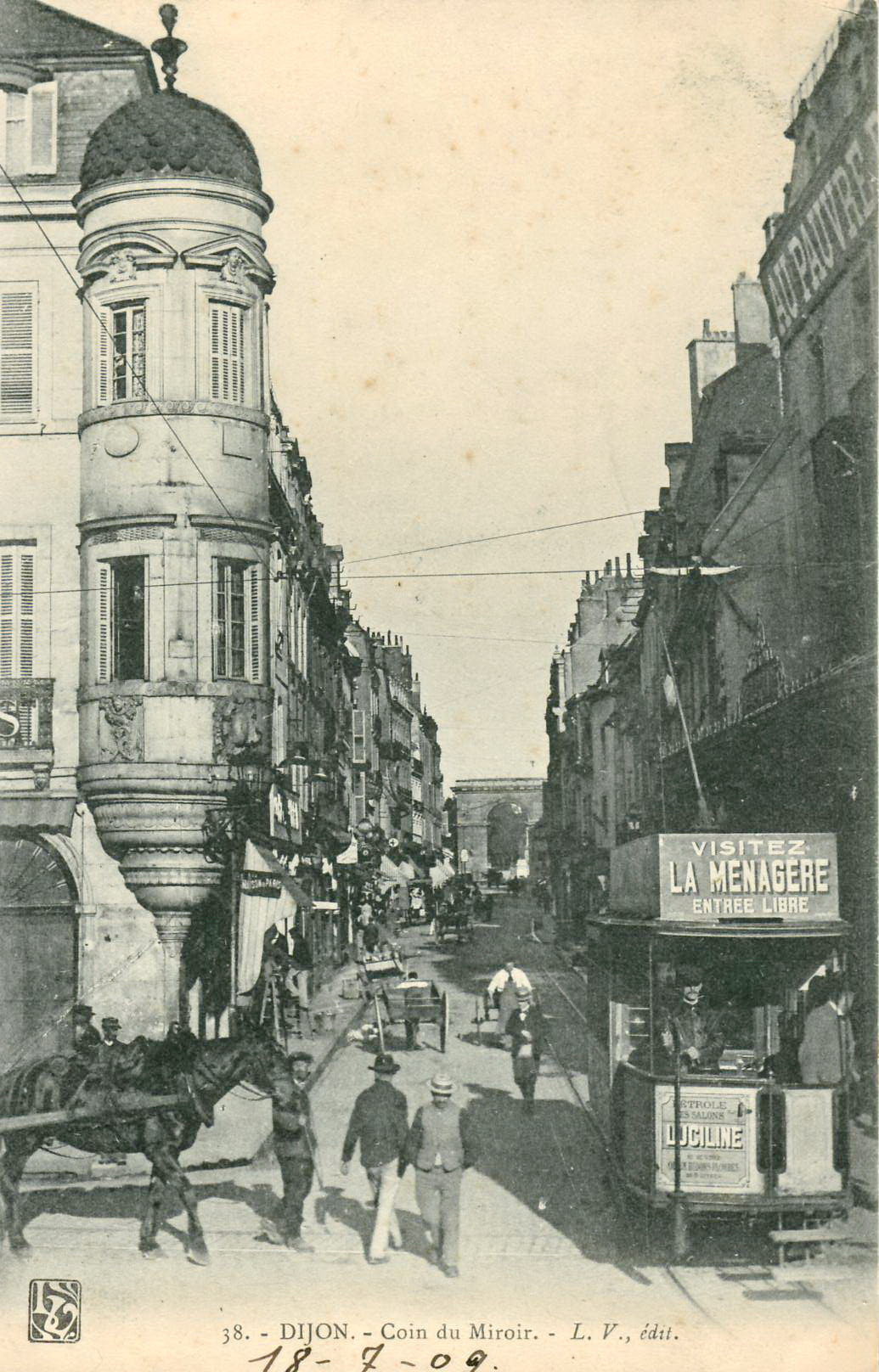